# Ochrocalama
Ochrocalama là một chi bướm đêm thuộc họ Noctuidae.